# Garcia IV do Congo
Garcia IV (1670 - 1752)  foi o manicongo (rei) do Reino do Congo entre 1743 e 1752. Foi eleito pelo conselho real seguindo o sistema de "linhagens rotativas".

## Biografia
Garcia Rafael foi membro da Casa de Quinzala da facção de Bula durante a guerra civil. Ele se juntou a Pedro de Água Rosada no processo de reunificação do Congo, sendo agraciado com o título de marquês de Matari. Como membro da Casa de Quinzala foi eleito rei pelo conselho real após a morte de Manuel II em 27 de julho de 1743. Sua coroação foi celebrada pelo vicariato apostólico Pantaleão Fronteira das Neves. Faleceu poucos anos depois e foi sucedido por Nicolau, filho de seu antecessor.